# Salmonella pullorum
Salmonella pullorum (oficiální taxonomický název je Salmonella enterica subsp. enterica sér. Pullorum) je druhově specifická a na hostitele silně adaptovaná bakterie patřící do rodu Salmonella z čeledě Enterobacteriaceae. Podle Kauffmann-Whiteova schématu patří do séroskupiny D1. Typizace se provádí biochemicky a sérologicky. Odlišení od S. gallinarum je možné na základě biochemických, antigenních a epizootologických vlastností.

## Morfologie
S. pullorum je gramnegativní fakultativně anaerobní nepohyblivá tyčinka velikosti 0,3-0,5 x 1-2,5 µm. V zorném poli se nacházejí jednotlivě nebo ve dvojicích za sebou; řetízky netvoří.

## Kultivace
Kultivace se provádí na běžných půdách (na Endově agaru vytváří bezbarvé kolonie) v rozmezí teplot 15-40 °C, s optimem kolem 37 °C. Některé selektivně diagnostické půdy nejsou vhodné pro primoizolaci, protože existují kmeny S. pullorum citlivé na inhibiční složky těchto médií. V porovnání s ostatními salmonelami roste S. pullorum nejpomaleji, pravděpodobnou příčinou je neschopnost oxidace některých aminokyselin. 

## Biochemické vlastnosti
S. pullorum zkvašuje s tvorbou plynu dextrózu a mannitol, dále arabinózu, galaktózu, levulózu, manózu a rhamózu. Nezkvašuje adonit, dextrin, dulcitol, glycerol, inozitol, inulin, laktózu, rafinózu, sacharózu, salicin, sorbitol a škrob. Maltózu štěpí méně často. Občas je zjišťována určitá variabilita mezi kmeny, zejména pokud jde o produkci plynu. Indol netvoří, ureázu neprodukuje, nitráty redukuje. Ornitin je dekarboxylován rychle. Sirovodík je v porovnání s jinými salmonelami produkován pomaleji.
Vzhledem k odlišné reakci k ornitínu (negativní u S. gallinarum) a variabilitě ve štěpení maltózy a dulcitolu jsou S. pullorum a S. gallinarum považovány za dva odlišné biochemické typy. Další rozlišení je možné ribotypizací pomocí enzymu EcoRI. 

## Odolnost v prostředí
S. pullorum se vyznačuje vysokou odolností; ve vhodném prostředí (půda, podestýlka, prach) je schopna přežívat až několik roků. Proti ostatním salmonelám paratyfového typu je méně termorezistentní.

## Antigenní struktura a toxiny
Antigenní struktura S. pullorum je charakterizována přítomností somatického O-antigenu typů 1,9,121,2,3 přičemž variabilita výskytu antigenů 122 a 123 je považována za důležitý rozlišovací znak od S. gallinarum, u které tato antigenní variabilita není známa.  Obě salmonely jsou nepohyblivé, nemají bičíky. S. pullorum obsahuje termostabilní toxin, na který reagují hlodavci. Kuřata jsou k němu rezistentní, proto se v patogenezi nemoci neuplatňuje.

## Význam
Bakterie S. pullorum je původcem pulorové nákazy u hrabavé drůbeže. V populaci drůbeže se šíří vertikálně i horizontálně. Primární význam v epizootologii pulorové nákazy má transovariální přenos. Až 1/3 vajec snesených infikovanými nosnicemi může být infikována a to kontaminací při ovulaci. Penetrace S. pullorum přes znečištěnou skořápku do vaječného obsahu po snesení vejce je také možná, ale přikládá se jí menší důležitost. Během inkubace se salmonely ve vaječném obsahu pomnoží a vyvíjející se embryo zpravidla uhyne. Žloutek vajec od infikovaných nosnic ale také může obsahovat i protilátky (aglutininy), které u infikovaných vajec sníží embryonální mortalitu a paradoxně tak umožní vylíhnutí infikovaných kuřat a tím i další šíření nákazy.
Přenos infekce v líhních z infikovaných na neinfikovaná kuřata při líhnutí umožňuje rozsáhlé a plošné šíření infekce, kterému fumigace líhní formaldehydem zabraňuje jen částečně. Při líhnutí z infikovaných vajec dochází k masivnímu promoření líhní salmonelami, které se uvolňují z plodových obalů a tekutin, zasychají na chmýří kuřat a vznášejí se v prostoru. Kuřata líhnutá z neinfikovaných vajec se nakazí při proklovávání kontaminované skořápky, přímým kontaktem s vylíhlými infikovanými kuřaty nebo aerogenně. Transovariálně nebo v líhních infikovaná kuřata hynou v prvních dnech života.
K horizontálnímu přenosu S. pullorum dochází v hejnu také např. při kanibalismu, při požírání vajec nebo přes poraněnou kůži. Možnost nakažení kontaminovaným krmivem byla prokázáno experimentálně, ale v porovnání s paratyfovými infekcemi je méně častá, protože S. pullorum je v krmných směsích prokazována velmi zřídka. V nově založené suché podestýlce přežívá S. pullorum 11 týdnů, ve staré a vlhké podestýlce pouze 3 týdny. Čpavek produkovaný mikroorganismy ve staré a vlhké podestýlce zvyšuje pH vody a podestýlka se tak stává salmonelocidní. S. pullorum je také citlivější na chemické dezinfekční prostředky ve srovnání s ostatními salmonelami. Protože salmonely se obecně vylučují z organismu trusem, kterékoli trusem kontaminované osoby, předměty, pracovní pomůcky, krmivo, voda či živočichové mohou sloužit k mechanickému rozvlékání nákazy.